# Linterna de los muertos

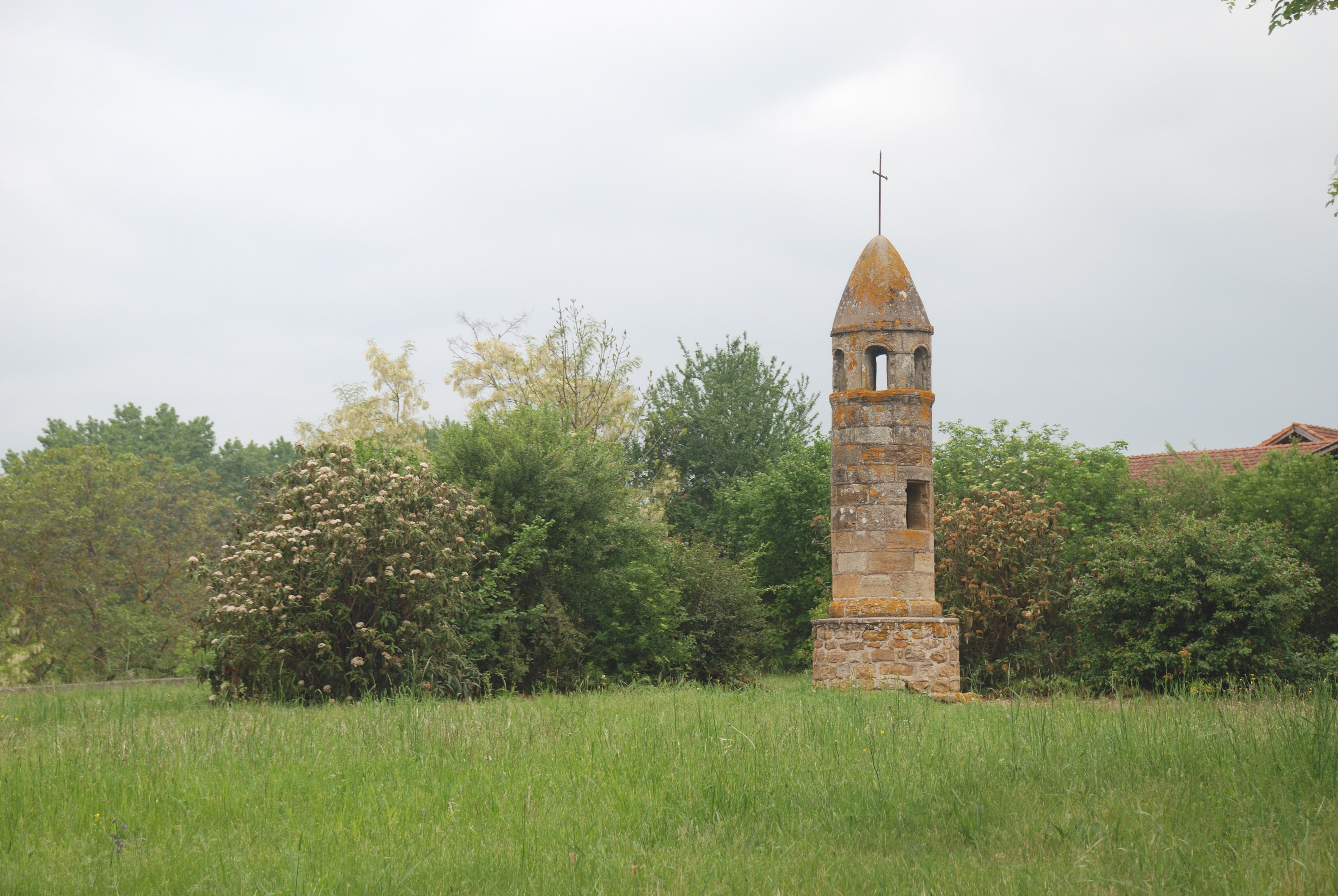
Linterna de los muertos en Culhat (Francia)

Se llama linterna de los muertos a un edículo, por lo general, en forma de torre hueca y terminada en un pabellón calado. 
Ordinariamente se destinaba a servir de resguardo en los cementerios y a veces también servía para indicar de lejos los edificios o lugares religiosos. En el siglo XIV las linternas de los muertos siguieron afectando la forma de columnas y estaban aisladas. Más adelante fueron reemplazadas por capillas caladas que servían de resguardo a una lamparilla que estaba siempre encendida. 